# خوسيه ألفريدو خيمينيز
خوسيه ألفريدو خيمينيز (بالإسبانية: José Alfredo Jiménez)‏ مواليد 19 يناير 1926 في ولاية غواناخواتو، المكسيك - الوفاة 23 نوفمبر 1973 في مدينة مكسيكو، كان مغني وكاتب غنائي مكسيكي.